# Pedro Rodríguez Ledesma
Pedro Eliezer Rodríguez Ledesma (n. 28 iulie 1987, Santa Cruz de Tenerife, Provincia Santa Cruz de Tenerife, Spania), cunoscut simplu ca Pedro, este un fotbalist spaniol, care joacă pe post de atacant la Lazio în Serie A. Pe plan internațional, are prezențe la națională pentru Spania U-21 și Spania. și la echipa națională de fotbal a Spaniei. Este primul jucător care a reușit să înscrie în șase competiții diferite într-un singur sezon (Supercupa Spaniei, Supercupa Europei, Liga Campionilor, La Liga, Cupa Spaniei și Campionatul Mondial al Cluburilor).

## Goluri internaționale
| #   | Data              | Stadion                                            | Adversar       | Scor | Rezultat | Competiția                                             |
| --- | ----------------- | -------------------------------------------------- | -------------- | ---- | -------- | ------------------------------------------------------ |
| 1.  | 8 iunie 2010      | Nueva Condomina, Murcia, Spania                    | Polonia        | 6–0  | 6–0      | Meci amical                                            |
| 2.  | 7 iunie 2011      | José Antonio Anzoátegui, Puerto la Cruz, Venezuela | Venezuela      | 0–2  | 0–3      | Meci amical                                            |
| 3.  | 7 septembrie 2012 | Pasarón, Pontevedra, Spania                        | Arabia Saudită | 2–0  | 5–0      | Meci amical                                            |
| 4.  | 7 septembrie 2012 | Pasarón, Pontevedra, Spania                        | Arabia Saudită | 5–0  | 5–0      | Meci amical                                            |
| 5.  | 12 octombrie 2012 | Stadionul Dinamo, Minsk, Belarus                   | Belarus        | 0–2  | 0–4      | Calificările pentru Campionatul Mondial de Fotbal 2014 |
| 6.  | 12 octombrie 2012 | Stadionul Dinamo, Minsk, Belarus                   | Belarus        | 0–3  | 0–4      | Calificările pentru Campionatul Mondial de Fotbal 2014 |
| 7.  | 12 octombrie 2012 | Stadionul Dinamo, Minsk, Belarus                   | Belarus        | 0–4  | 0–4      | Calificările pentru Campionatul Mondial de Fotbal 2014 |
| 8.  | 14 noiembrie 2012 | Rommel Fernández, Panama                           | Panama         | 0–1  | 1–5      | Meci amical                                            |
| 9.  | 14 noiembrie 2012 | Rommel Fernández, Panama                           | Panama         | 0–3  | 1–5      | Meci amical                                            |
| 10. | 6 februarie 2013  | Khalifa International Stadium, Doha, Qatar         | Uruguay        | 2–1  | 3–1      | Meci amical                                            |
| 11. | 6 februarie 2013  | Khalifa International Stadium, Doha, Qatar         | Uruguay        | 3–1  | 3–1      | Meci amical                                            |
| 12. | 26 martie 2013    | Stade de France, Paris, Franța                     | Franța         | 0–1  | 0–1      | Calificările pentru Campionatul Mondial de Fotbal 2014 |
| 13. | 16 iunie 2013     | Arena Pernambuco, Recife, Brazilia                 | Uruguay        | 1–0  | 2–1      | Cupa Confederațiilor FIFA 2013                         |
| 14. | 5 martie 2014     | Vicente Calderón, Madrid, Spania                   | Italia         | 1–0  | 1–0      | Meci amical                                            |

## Palmares

### Club
Barcelona B
- Tercera División: 2007–08

Barcelona
- La Liga: 2008–09, 2009–10, 2010–11, 2012–13
- Copa del Rey: 2008–09, 2011–12

Finalist: 2010–11, 2013–14
- Supercopa de España: 2009, 2010, 2011, 2013

Finalist: 2012
- UEFA Champions League: 2008–09, 2010–11
- Supercupa Europei: 2009, 2011
- Campionatul Mondial al Cluburilor FIFA: 2009, 2011

Chelsea
- Premier League: 2016–17

### Țară
- Campionatul Mondial de Fotbal: 2010
- Campionatul European de Fotbal: 2012
- Cupa Confederațiilor FIFA

Finalist: 2013

### Individual
- Prince of Asturias Awards: 2010

## Statistici

### Club
La 23 septembrie 2017.
| Club          | Sezon         | Ligă           | Ligă    | Ligă   | Cupă    | Cupă   | Europa  | Europa | Altele  | Altele | Total   | Total  |
| Club          | Sezon         | Divizie        | Meciuri | Goluri | Meciuri | Goluri | Meciuri | Goluri | Meciuri | Goluri | Meciuri | Goluri |
| ------------- | ------------- | -------------- | ------- | ------ | ------- | ------ | ------- | ------ | ------- | ------ | ------- | ------ |
| Barcelona     | 2007–08       | La Liga        | 2       | 0      | 0       | 0      | 0       | 0      | –       | –      | 2       | 0      |
| Barcelona     | 2008–09       | La Liga        | 6       | 0      | 3       | 0      | 5       | 0      | –       | –      | 14      | 0      |
| Barcelona     | 2009–10       | La Liga        | 34      | 12     | 4       | 3      | 10      | 5      | 4       | 3      | 52      | 23     |
| Barcelona     | 2010–11       | La Liga        | 33      | 13     | 7       | 4      | 12      | 5      | 1       | 0      | 53      | 22     |
| Barcelona     | 2011–12       | La Liga        | 29      | 5      | 5       | 4      | 10      | 4      | 4       | 0      | 48      | 13     |
| Barcelona     | 2012–13       | La Liga        | 28      | 7      | 5       | 1      | 10      | 1      | 2       | 1      | 45      | 10     |
| Barcelona     | 2013–14       | La Liga        | 37      | 15     | 8       | 3      | 7       | 1      | 2       | 0      | 54      | 19     |
| Barcelona     | 2014–15       | La Liga        | 35      | 6      | 6       | 5      | 9       | 0      | –       | –      | 50      | 11     |
| Barcelona     | 2015–16       | La Liga        | 0       | 0      | 0       | 0      | 1       | 1      | 2       | 0      | 3       | 1      |
| Barcelona     | Total         | Total          | 204     | 58     | 38      | 20     | 64      | 17     | 15      | 4      | 321     | 99     |
| Chelsea       | 2015–16       | Premier League | 29      | 7      | 5       | 1      | 6       | 0      | –       | –      | 40      | 8      |
| Chelsea       | 2016–17       | Premier League | 35      | 9      | 8       | 4      | –       | –      | –       | –      | 43      | 13     |
| Chelsea       | 2017–18       | Premier League | 5       | 1      | 0       | 0      | 1       | 1      | 1       | 0      | 7       | 2      |
| Chelsea       | Total         | Total          | 69      | 17     | 13      | 5      | 7       | 1      | 1       | 0      | 90      | 23     |
| Total carieră | Total carieră | Total carieră  | 273     | 75     | 51      | 25     | 71      | 18     | 16      | 4      | 411     | 122    |

### Internațional
La 5 mai 2014.
| Națională | An    | Meciuri | Goluri |
| --------- | ----- | ------- | ------ |
| Spania    | 2010  | 11      | 1      |
| Spania    | 2011  | 4       | 1      |
| Spania    | 2012  | 8       | 7      |
| Spania    | 2013  | 14      | 4      |
| Spania    | 2014  | 1       | 1      |
| Total     | Total | 38      | 14     |